# Calle de la Victoria (Málaga)
La calle de la Victoria es una vía del distrito Centro de la ciudad de Málaga, España. Se trata de una de la principal calle del barrio de La Victoria, que discurre desde la Plaza de la Merced hasta la Plaza de la Victoria, en sentido suroeste-nordeste; a lo largo de 650 metros.
Su nombre está dedicado a la Virgen de la Victoria, patrona de Málaga, y su trazado corresponde al camino que recorrieron las tropas de los Reyes Católicos en su entrada triunfal en la ciudad, desde su campamento, donde hoy se encuentra el Santuario de la Victoria hasta la puerta de Granada.
Entre sus edificios destacan la capilla de Jesús del Rescate y el n.º 38, obra de Fernando Guerrero Strachan.